# La Nora del Río
La Nora del Río es una localidad española perteneciente al municipio de Alija del Infantado, en la comarca de Tierra de La Bañeza, provincia de León, comunidad autónoma de Castilla y León. Perteneció a la antigua jurisdicción de Alija de los Melones (provincia de Zamora). 

## Monumentos
El principal monumento es la iglesia de San Pelayo. Cuenta con bodegas y edificios construidos con la arquitectura tradicional.

## Contexto geográfico
Su término es cruzado por los ríos Órbigo y Jamuz, donde se juntan.

## Economía local
La localidad de La Nora siempre tuvo como actividades económicas principales la agricultura y la ganadería, aunque en tiempos presentes la ganadería haya desaparecido totalmente y a la agricultura se le estén poniendo trabas para su desarrollo.

## Seminario Amor Misericordioso
El Seminario Amor Misericordioso (S.A.M.) fue un centro de educación privada fundado en 1975 por la beata Madre Esperanza de Jesús. Perteneciente a la congregación Hijos del Amor Misericordioso, este centro religioso se vio obligado a cerrar en 2018 debido a la falta de alumnos. En él se impartían clases de Educación Primaria, Educación Secundaria y Bachillerato De Humanidades y Ciencias Sociales. Sus amplias instalaciones se encuentran en la calle Las Bodegas, s/n, aunque actualmente están cerradas.